# Karl Friedrich Eichhorn
Karl Friedrich Eichhorn (20. november 1781 i Jena – 4. juli 1854 i Köln) var en tysk retslærd, søn af Johann Gottfried Eichhorn, fætter til Johann Albrecht Friedrich von Eichhorn.
Eichhorn blev Dr. jur. 1801, 1803 privatdocent i Göttingen, 1805 ordentlig professor i Frankfurt a. d. O., 1811 i Berlin. Han deltog med tapperhed som ritmester i Napoleonskrigene og var 1817-29 ordentlig professor i Göttingen.
Eichhorn privatiserede siden, indtil han 1832-34 igen virkede som professor i Berlin. Han var medlem af overtribunalrådet, lovkommissionen og statsrådet til 1847. Eichorn, som kaldes "den tyske retshistories fader", hører til 19. århundredes største forskernavne.
Eichhorn var begrunder af og fører for den germanistiske retning inden for den historiske retsskole, men uden skolens hang til romantik og filosofi. En historisk ånd lyser i hans banebrydende værk Deutsche Staats- und Rechtsgeschichte (I-IV 1808, 1812, 1819 og 1823), hilst med beundring af Savigny.
Støttet på grundige kildestudier har Eichhorn som ingen før ham gennemarbejdet det mægtige stof; både politisk og videnskabelig har dette skrift udøvet en overvældende indflydelse i den retshistoriske videnskab, også uden for Tysklands grænser; i Danmark tjente det for eksempel J. L. A. Kolderup-Rosenvinges Retshistorie som nærmeste forbillede.
Til retshistorien med de deri indeholdte principper sluttede sig Eichhorns Einleitung in das deutsche Privatrecht mit Einschlusz des Lehenrechts (1823) og Grundsätze des Kirchenrechts der Katholischen und der Evangelischen Religionspartei in Deutschland (I 1831, II 1833).
Af Eichhorns statsretslige skrifter kan, foruden nogle retsbetænkninger, fremhæves Betrachtungen über die Verfassung des deutschen Bundes in Beziehung auf Streitigkeiten der Mitglieder desselben unter einander oder mit ihren Unterthanen in ihrer jetzigen Ausbildung (1833).
Med sin ven og medkæmper Savigny stiftede Eichhorn Zeitschrift für geschichtliche Rechtswissenschaft, den historiske skoles stærke borg. Næsten alle Tysklands yngre germanister og publicister hørte til Eichhorns elever.